# 横手市増田体育館
横手市増田体育館（よこてし ますだたいいくかん）は、秋田県横手市増田町にある体育館。

## 概要
1991年（平成3年）竣工。アリーナ面積1,632平方メートル、固定客席が480人分。冷房設備は整備されていない。横手市立増田中学校と隣接している。

## アクセス
自動車
湯沢横手道路 十文字ICから約12分。